# James David Forbes
James David Forbes (Edimburgo, 20 de abril de 1809 - Clifton, 31 de diciembre de 1868) fue un físico escocés. Destacan sus trabajos sobre el calor y los glaciares, y especialmente su invención del sismógrafo en 1842, utilizado para registrar terremotos, o pequeños temblores, generados por el movimiento de las placas tectónicas.

## Biografía

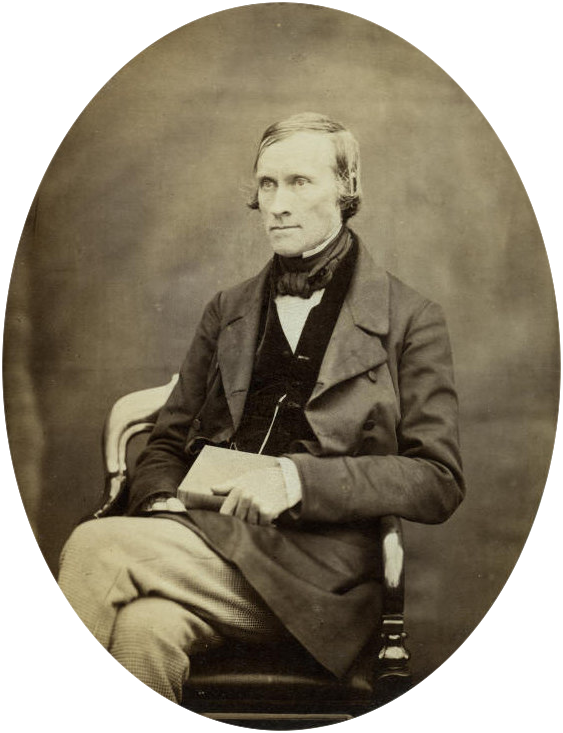
James David Forbes

Fue el cuarto hijo de Sir William Forbes, 7º baronet de Pitsligo. En 1825 ingresó en la Universidad de Edimburgo, y poco después comenzó a escribir artículos para la Edinburgh Philosophical Journal de forma anónima bajo la firma «{\displaystyle \Delta }».
A sus diecinueve años se convirtió en miembro de la Royal Society of Edinburgh. En esa época mantenía correspondencia con Sir David Brewster quien lo animó a dedicarse a la investigación científica. En 1832 fue elegido miembro de la Royal Society of London. Un año más tarde, John Leslie murió y su cargo como profesor de filosofía natural en la Universidad de Edimburgo quedó libre. Entre los cinco candidatos para el puesto, Johnson fue elegido por votación mayoritaria. Durante la ocupación de dicho cargo, el cual no abandonaría hasta 1860, no solo demostró ser un activo y eficiente profesor, sino que también mejoró las condiciones internas de la universidad. En 1859 fue nombrado sucesor de Brewster como rector en el United College de St. Andrews, un puesto que desempeñó hasta el último año de su vida. A principios de 1868 se le ofreció el cargo de Presidente de la Sociedad Real de Edimburgo, pero Forbes se negó al cargo por su estado de salud.
James David Forbes era un cristiano devoto, hecho que puede apreciarse notoriamente en la obra "Life and Letters of James David Forbes" (1873), una recopilación del diario personal y las cartas de Forbes. La obra fue compilada por los científicos John Campbell Shairp y Peter Guthrie Tait, quienes tuvieron una relación cercana con Forbes.

## Obra
Como investigador científico destacan sus trabajos sobre el calor y los glaciares. Entre 1836 y 1844 publicó cuatro entregas de Researches on Heat («Investigaciones sobre el calor») en el Transactions of the Royal Society of Edinburgh; en esta obra describe la polarización de la radiación térmica infrarroja por la  turmalina, mediante la transmisión a través de un conjunto de finas láminas de mica inclinadas hacia el rayo transmitido, y por reflexión a partir de las múltiples superficies de las láminas de mica colocadas en el ángulo de polarización, además de demostrar su polarización circular mediante dos reflexiones internas utilizando rombos de sal de roca. Su trabajo le reportó la medalla Rumford de la Royal Society en 1838, y en 1843 recibió la medalla Royal por un artículo sobre la «Transparencia de la atmósfera y las leyes de extinción de los rayos del Sol que la atraviesan».
En 1846 comenzó a realizar experimentos sobre la temperatura de la Tierra a diferentes profundidades y en diferentes terrenos cercanos a Edimburgo, que le llevaron a determinar la conductividad térmica de la arenisca y la arena suelta, entre otras rocas. Hacia finales de su vida estudió la conducción del calor en barras; su último trabajo demostraba que la conductividad térmica del hierro disminuye con el aumento de la temperatura.
En 1840 coincidió con Louis Agassiz en la reunión de la British Association en Glasgow, y dirigió sus esfuerzos a estudiar los flujos de los glaciares. Con el fin de obtener información precisa sobre este tema realizó diversos viajes a Suiza y Noruega. Sus observaciones le llevaron a concluir que un glaciar es un fluido imperfecto, o cuerpo viscoso, que tiende a deslizarse pendiente abajo debido a la presión mutua que ejercen sus partes, lo que le involucró en una controversia con John Tyndall y algunos otros científicos.
También se interesó en la geología, publicando memorias sobre las aguas termales de los Pirineos, los volcanes extintos de Vivarés, o la geología de las colinas Cuchullin y Eildon.

## Trabajos publicados
Entre sus más de 150 trabajos publicados, escribió:
- Travels through the Alps of Savoy and Other Parts of the Pennine Chain, with Observations on the Phenomena of Glaciers («Viajes por los Alpes de Savoy y otras partes de la cadena de los Peninos, con observaciones sobre el fenómeno de los glaciares»), 1842.
- Norway and its Glaciers («Noruega y sus glaciares»), 1853.
- Occasional Papers on the Theory of Glaciers («Trabajos ocasionales sobre la teoría de los glaciares»), 1859.
- A Tour of Mont Blanc and Monte Rosa («Recorrido al Mont Blanc y al Monte Rosa»), 1855.
- Fue también autor de Dissertation on the Progress of Mathematical and Physical Science («Disertación sobre el progreso de las ciencias matemáticas y físicas»), en 1852, publicado en la 8.ª edición de la Enciclopedia Británica.